# Disa erubescens
Disa erubescens är en orkidéart som beskrevs av Alfred Barton Rendle. Disa erubescens ingår i släktet Disa och familjen orkidéer.

## Underarter
Arten delas in i följande underarter:
- D. e. carsonii
- D. e. erubescens